# Styringomyia chelifera
Styringomyia chelifera là một loài ruồi trong họ Limoniidae. Chúng phân bố ở vùng nhiệt đới châu Phi.